# Saint-André-de-l'Eure
Saint-André-de-l'Eure je naselje in občina v severozahodnem francoskem departmaju Eure regije Zgornje Normandije. Leta 1999 je naselje imelo 3.258 prebivalcev.

## Geografija
Kraj leži v pokrajini Normandiji 17 km jugovzhodno od Évreuxa. Na ozemlju občine se nahaja letališče lokalnega pomena.

## Uprava
Saint-André-de-l'Eure je sedež istoimenskega kantona, v katerega so poleg njegove vključene še občine Les Authieux, Bois-le-Roi, La Boissière, Bretagnolles, Champigny-la-Futelaye, Chavigny-Bailleul, Coudres, La Couture-Boussey, Croth, Épieds, Ézy-sur-Eure, La Forêt-du-Parc, Foucrainville, Fresney, Garencières, Garennes-sur-Eure, Grossœuvre, L'Habit, Ivry-la-Bataille, Jumelles, Lignerolles, Marcilly-sur-Eure, Mouettes, Mousseaux-Neuville, Prey, Quessigny, Saint-Germain-de-Fresney, Saint-Laurent-des-Bois in Serez s 23.495 prebivalci.
Kanton Saint-André-de-l'Eure je sestavni del okrožja Évreux.